# 가쓰타촌
가쓰타촌(勝田村)은 이바라키현 나카군에 일찍이 존재했던 촌이다. 

## 지리
- 현재의 히타치나카시, 구 가쓰타시의 남부에 위치한다.
- 마을은 나카가와 강 북안에 위치한다.

## 역사
- 1889년 4월 1일 - 정촌제 시행에 의해 미탄다촌, 가쓰쿠라촌, 가네아게촌, 다케다촌이 합병해 성립하였다.
- 1940년 4월 29일 - 나카노촌, 가와다촌과 합병해 가쓰타시가 성립하여, 동일 가쓰타촌은 폐지되었다.

## 인구
| 1891년 | 3,250 |
| 1920년 | 3,073 |
| 1935년 | 3,239 |

## 교통

### 철도
- 일본국유철도 (→동일본여객철도)
  - 조반선

### 도로
- 리쿠마에하마 가도

## 참고문헌
- 角川日本地名大辞典編纂委員会『角川日本地名大辞典 8 茨城県』、角川書店、1983年 ISBN 4040010809、286、287、288、296、891、988、1037頁
- 日本加除出版株式会社編集部『全国市町村名変遷総覧』、日本加除出版、2006年、ISBN 4817813180、198頁